# Ideobisium yunquense
Espèce
Ideobisium yunquense est une espèce de pseudoscorpions de la famille des Syarinidae.

## Distribution
Cette espèce est endémique de Porto Rico. Elle se rencontre vers El Yunque.

## Description
Le mâle holotype mesure 2,15 mm et les femelles de 2,2 à 2,7 mm.

## Étymologie
Son nom d'espèce, composé de yunque et du suffixe latin -ense, « qui vit dans, qui habite », lui a été donné en référence au lieu de sa découverte, El Yunque.

## Publication originale
- Muchmore, 1982 : The genera Ideobisium and Ideoblothrus, with remarks on the family Syarinidae (Pseudoscorpionida). Journal of Arachnology, vol. 10, no 3, p. 193-221 (texte intégral).